# Decocție

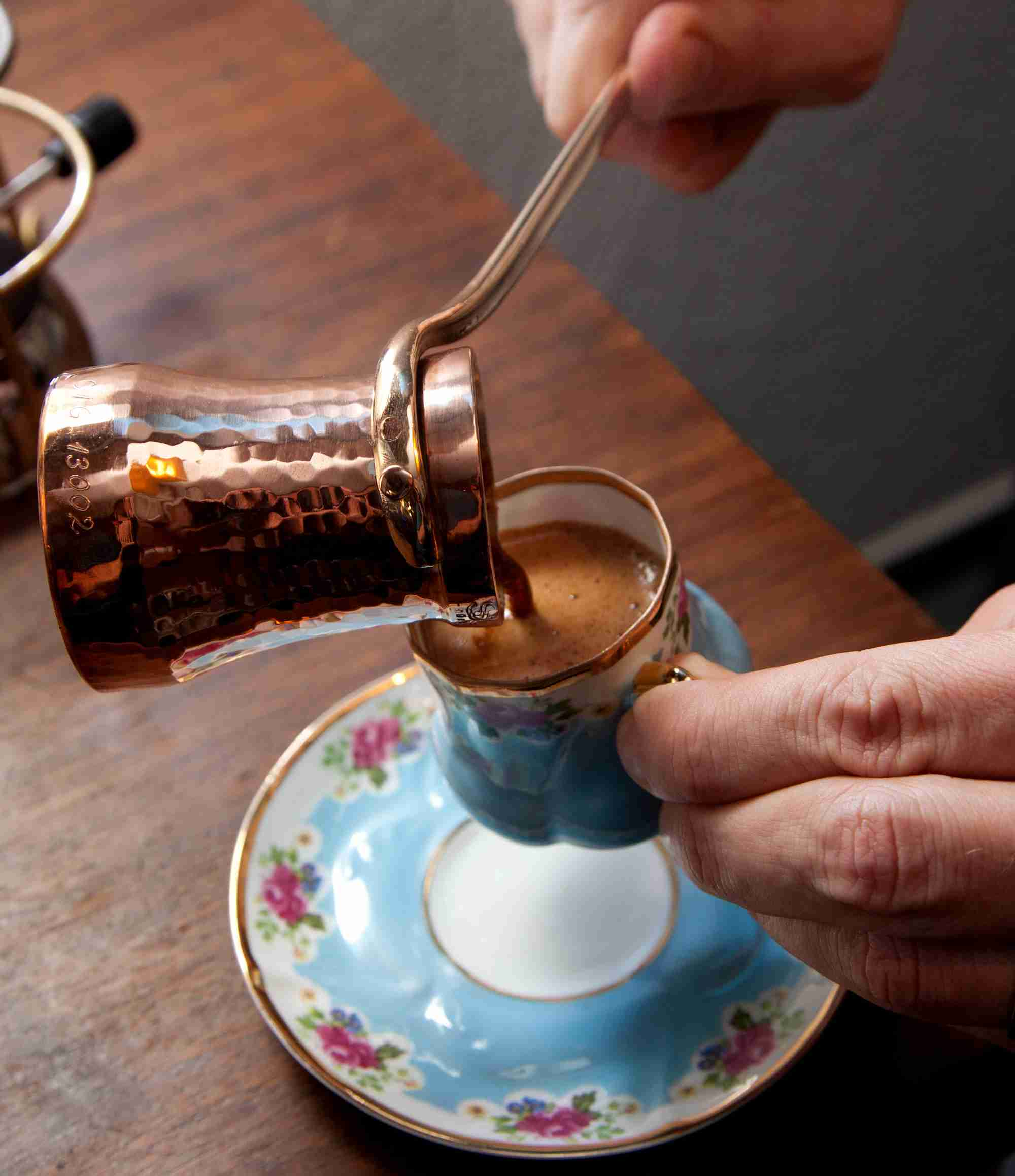
Cafeaua turcească se prepară prin decocție.

Decocția este procesul de extracție prin care se obține o soluție extractivă apoasă numită decoct. Decocturile se obțin la cald, prin fierberea materialului vegetal un timp mai îndelungat. Procesul este folosit pentru acele produse vegetale care conțin țesuturi dure, cu pereți celulari îngroșați (rădăcini, scoarțe, semințe, frunze coriacee, pieloase), de aceea materialul se lasă în contact cu apa la fierbere pentru o perioadă mai lungă (30 de minute, în general), spre deosebire de infuzii, la care doar se opărește materialul.